# Колд-Спрінгс (округ Вошо, Невада)
Колд-Спрінгс (англ. Cold Springs) — переписна місцевість (CDP) в США, в окрузі Вошо штату Невада. Населення — 10 153 особи (2020).

## Географія
Колд-Спрінгс розташований за координатами 39°41′34″ пн. ш. 119°58′38″ зх. д. / 39.69278° пн. ш. 119.97722° зх. д. (39.692653, -119.977278).  За даними Бюро перепису населення США в 2010 році переписна місцевість мала площу 22,67 км², уся площа — суходіл.

## Демографія
Згідно з переписом 2010 року, у переписній місцевості мешкали 8544 особи в 2934 домогосподарствах у складі 2263 родин. Густота населення становила 377 осіб/км².  Було 3210 помешкань (142/км²).
Расовий склад населення:
| - 85,0 % — білих - 2,0 % — азіатів - 1,8 % — чорних або афроамериканців - 1,1 % — корінних американців - 0,3 % — вихідців з тихоокеанських островів - 5,3 % — осіб інших рас |

До двох чи більше рас належало 4,4 %. Частка іспаномовних становила 14,2 % від усіх жителів.
За віковим діапазоном населення розподілялося таким чином: 28,9 % — особи молодші 18 років, 63,7 % — особи у віці 18—64 років, 7,4 % — особи у віці 65 років та старші. Медіана віку мешканця становила 35,5 року. На 100 осіб жіночої статі у переписній місцевості припадало 105,5 чоловіків;  на 100 жінок у віці від 18 років та старших — 104,1 чоловіків також старших 18 років.
Середній дохід на одне домашнє господарство  становив 68 088 доларів США (медіана — 64 883), а середній дохід на одну сім'ю — 76 281 долар (медіана — 70 221). Медіана доходів становила 50 669 доларів для чоловіків та 37 177 доларів для жінок. За межею бідності перебувало 9,5 % осіб, у тому числі 8,9 % дітей у віці до 18 років та 12,9 % осіб у віці 65 років та старших.
Цивільне працевлаштоване населення становило 3952 особи. Основні галузі зайнятості: освіта, охорона здоров'я та соціальна допомога — 19,2 %, мистецтво, розваги та відпочинок — 15,8 %, публічна адміністрація — 11,8 %, роздрібна торгівля — 10,9 %.